# Strongsville (Ohio)
Strongsville es una ciudad ubicada en el condado de Cuyahoga en el estado estadounidense de Ohio. En el Censo de 2010 tenía una población de 44750 habitantes y una densidad poblacional de 701,39 personas por km².

## Geografía
Strongsville se encuentra ubicada en las coordenadas 41°18′47″N 81°49′54″O / 41.31306, -81.83167. Según la Oficina del Censo de los Estados Unidos, Strongsville tiene una superficie total de 63.8 km², de la cual 63.78 km² corresponden a tierra firme y (0.03%) 0.02 km² es agua.

## Demografía
Según el censo de 2010, había 44750 personas residiendo en Strongsville. La densidad de población era de 701,39 hab./km². De los 44750 habitantes, Strongsville estaba compuesto por el 92.03% blancos, el 1.89% eran afroamericanos, el 0.09% eran amerindios, el 4.1% eran asiáticos, el 0.03% eran isleños del Pacífico, el 0.42% eran de otras razas y el 1.43% pertenecían a dos o más razas. Del total de la población el 2.04% eran hispanos o latinos de cualquier raza.